# Herbert Gold
Herbert „Herb“ Gold (geboren am 9. März 1924 in Cleveland, Ohio; gestorben am 19. November 2023 in San Francisco, Kalifornien) war ein US-amerikanischer Schriftsteller.

## Leben
Herbert Gold wurde 1924 in Cleveland als Sohn von Samuel S. und Frieda (Frankel) Gold geboren. Er wuchs im benachbarten Lakewood auf. Sein Vater betrieb zunächst einen Obst- und Gemüsehandel und später einen größeren Lebensmittelladen. Die Golds waren zu dieser Zeit die einzige jüdische Familie im Ort und Herbert Gold wurde bereits in jungen Jahren mit Antisemitismus konfrontiert.
Einige seiner frühen Gedichte erschienen im New Yorker Experiment Magazine. Nach der Schule ging Gold 1941 nach New York, wo er ein Studium der Philosophie an der Columbia University begann, das er während des Zweiten Weltkrieges wegen seines Wehrdienstes unterbrechen musste. Er diente ab 1943 im Nachrichtendienst der Armee und kehrte nach dem Krieg an die Columbia zurück, wo er 1946 einen Bachelor of Arts und 1948 einen Master of Arts erreichte. Während seiner Zeit in New York bewegte sich Gold im Umfeld der aufkommenden Beat Generation und lernte unter anderem Allen Ginsberg kennen, mit dem ihn über Jahrzehnte eine wechselhafte Freundschaft verbinden sollte. Obwohl Gold sich selbst nie als Beatnik sah, ist sein literarisches Werk eng mit dem der Beat Generation verknüpft.
Mittels eines Stipendiums des Fulbright-Programms und mit den Leistungen aus der G. I. Bill konnte Gold ab 1949 sein Studium an der Sorbonne unter anderem bei Jean Wahl fortsetzen. Noch in Frankreich entstand sein erster Roman Birth of a Hero. Der New Yorker Verlag Viking Press veröffentlichte Golds Debüt-Roman 1951 nach einer Empfehlung von Saul Bellow, den Gold in Paris kennengelernt hatte. Um seine Familie zu ernähren, nahm er zahlreiche Schreibaufträge für Publikationen wie den Playboy an, wobei er oft unter Pseudonym schrieb. Nach der Scheidung von seiner ersten Frau lebte Gold in den nächsten Jahren unter anderem in Haiti und verschiedenen Städten der USA, bevor er sich 1960 in San Francisco niederließ, wo er von da an schriftstellerisch tätig war.
Gold war Lecturer für Philosophie und Literatur an der Western Reserve University in Cleveland (1951–1953), der Wayne State University in Detroit (1954–1956) und der University of California, Davis (1973–1979) sowie Visiting Professor an der Cornell University, der University of California, Berkeley, der Harvard University und der Stanford University.
In erster Ehe war Gold von 1948 bis 1956 mit Edith Zubrin verheiratet. Aus dieser Ehe gingen die Töchter Ann (* 1950) und Judith (1952–2016) hervor. Seine zweite Ehe mit Melissa Dilworth hielt von 1968 bis 1975. Aus dieser Ehe gingen die Zwillinge Ari und Ethan Gold (* 1970) sowie die Tochter Nina hervor. Melissa Gold starb Ende Oktober 1991 zusammen mit ihrem Freund Bill Graham bei einem Helikopter-Absturz im kalifornischen Vallejo.
Herbert Gold starb am 19. November 2023 in seiner Wohnung in San Francisco im Alter von 99 Jahren.

## Werk und Themen
Gold verfasste über 20 Romane und Memoiren sowie zahlreiche Kurzgeschichten, Essays und Artikel. Sein erfolgreichstes Werk ist der Roman Fathers: A Novel in the Form of a Memoir (1967), der 1968 auch in einer deutschen Übersetzung im Henry Goverts Verlag veröffentlicht wurde. Auch der 1986 veröffentlichte Roman A Girl of Forty entwickelte sich zum Bestseller und wurde mehrfach neu aufgelegt.
Viele seiner Werke sind autobiografisch geprägt, insbesondere die Romane Fathers: A Novel in the Form of a Memoir (1967) und Family: A Novel in the Form of a Memoir (1981). Daneben veröffentlichte er die Autobiografie My Last Two Thousand Years (1972) und mehrere Memoiren, wie Best Nightmare on Earth: A Life in Haiti (1991), Bohemia: Where Art, Angst, Love, and Strong Coffee Meet (1993) und Still Alive: A Temporary Condition (2008). Auch viele seiner Kurzgeschichten greifen autobiografische Aspekte auf. So rebelliert in seiner Kurzgeschichte The Heart of the Artichoke (1951) ein Teenager gegen den Wunsch seines Vaters, später den familiären Obst- und Gemüsehandel zu übernehmen. Obwohl er in seinen Geschichten auch Themen wie den Holocaust, Antisemitismus und Israel erwähnte und sich selbst als Zionisten betrachtete, steht im Kern seines Werks immer wieder Golds kritische Auseinandersetzung mit seiner jüdischen Identität.

## Werke (Auswahl)
- Birth of a Hero (Roman, Viking Press, New York, 1951)
- The Man Who Was Not With It (Roman, Little, Brown and Company, Boston, 1956)
- Love & Like (Kurzgeschichtensammlung, Dial Press, New York, 1960)
- Therefore Be Bold (Roman, Dial Press, New York, 1960)
- The Age of Happy Problems (Sammlung bereits zuvor veröffentlichter Essays, Dial Press, New York, 1962)
- Salt (Roman, Dial Press, New York, 1963)
- Fathers: A Novel in the Form of a Memoir (Roman, Random House, New York, 1967)
  - Fremde Väter (Übersetzung von Walter Hasenclever, Henry Goverts Verlag, Stuttgart, 1968)
- The Great American Jackpot (Roman, Random House, New York, 1969)
- The Magic Will: Stories and Essays of a Decade (Sammlung von Stories und Essays, Random House, New York, 1971)
- My Last Two Thousand Years (Autobiografie, Random House, New York, 1972)
- Waiting for Cordelia (Roman, Arbor House, New York, 1977)
- He/She: A Novel (Roman, Arbor House, New York, 1980)
- Family: A Novel in the Form of a Memoir (Roman, Arbor House, New York, 1981)
- True Love (Roman, Arbor House, New York, 1982)
- Mister White Eyes: A Novel (Roman, Arbor House, New York, 1984)
- A Girl of Forty (Roman, D.I. Fine, New York, 1986)
- Dreaming: A Novel (Roman, D.I. Fine, New York, 1988)
- Best Nightmare on Earth: A Life in Haiti (Memoiren, Prentice Hall, Upper Saddle River, New Jersey, 1991)
- Bohemia: Where Art, Angst, Love, and Strong Coffee Meet (Memoiren, Simon & Schuster, New York, 1993)
- Daughter Mine: A Novel (Roman, St. Martin’s Press, New York, 2000)
- Still Alive: A Temporary Condition (Memoiren, Arcade Publishing, New York, 2008)
- When a Psychopath Falls in Love (Roman, Jorvik Press, Portland, 2015)